# Flitwick Moor
Flitwick moor är ett naturreservat i Storbritannien.   Det ligger i riksdelen England, i den södra delen av landet, 60 km norr om huvudstaden London. Arean är 60 kvadratkilometer.